# Appley Bridge
Appley Bridge – wieś w Anglii, w hrabstwie Lancashire, w dystrykcie West Lancashire. Leży 35 km na zachód od miasta Manchester i 290 km na północny zachód od Londynu. W 2001 miejscowość liczyła 5160 mieszkańców.